# 帕提亞烏帕齊拉
帕提亞乌帕齐拉是孟加拉国吉大港縣的一个乌帕齐拉，位於吉大港专区的吉大港縣。

## 人口
據1991年孟加拉國人口普查，帕提亞共有戶數70,218戶，人口398,836人。其中男性佔比52.10%，女性佔比47.90%；成年人口197,399人。該地7歲以上人口之平均識字率為44.3%。